# Stolnica svetega Nikolaja, Novo mesto
Stolnica svetega Nikolaja, tudi Kapiteljska cerkev svetega Miklavža, Kapiteljska cerkev svetega Nikolaja oziroma Kapiteljska cerkev, med domačini pa kar Kapitelj, je eden najstarejših, najlepših in tudi najbolj prepoznavnih znamenitosti Novega mesta. Cerkev krasi vrh griča nad starim mestnim jedrom in je vidna daleč naokoli. Sestoji iz dominantnega zvonika na zahodu, visokega gotskega prezbiterija na vzhodu in nižje baročne ladje med njima. Njena značilnost je lomljena vzdolžna os cerkve. Glavni oltar krasi Tinttoretova slika Poveličanja sv. Nikolaja s sv. Mohorjem in Fortunatom. Tesno je povezana z zgodovino cerkvene organizacije na Dolenjskem.
Do 7. aprila 2006 se je cerkev uradno imenovala Župnijska cerkev Novo mesto – Kapitelj. Po tem datumu, ko je bila ustanovljena Škofija Novo mesto, je cerkev postala stolnica škofije in bila preimenovana v Stolnico svetega Nikolaja.

## Skopi podatki o zgodovini zgradbe
Ozemlje na levem bregu Krke, kjer stoji cerkev, je sprva spadalo pod prafaro Mirna Peč. Na griču nad zavojem reke je tedaj stala pristava stiškega samostana Gradec. Prvo zidano cerkev so na tej lokaciji verjetno zgradili potem, ko je leta 1365 tamkajšnji trg z ustanovno listino habsburškega vojvode Rudolfa IV. dobil mestne pravice. Dobljeni privilegiji so meščanom omogočili hitrejši gospodarski razvoj in Novo mesto (sprva Rudolphswerth) je postalo vodilno na Dolenjskem.
Župnija sv. Nikolaja se v listinah prvič omenja leta 1428. V naslednjem letu, 1429, je zabeležena posvetitev prezbiterija in glavnega oltarja cerkve. Za njen nadaljnji razvoj je najbolj pomembna letnica 1493, ko je bil pri tej cerkvi z listino cesarja Friderika III. ustanovljen kolegiatni kapitelj s proštom in z dvanajstimi kanoniki (pridružen ljubljanskemu kapitlju). Ustanovitev je leto kasneje potrdil papež Aleksander VI. in leta 1509, z novo ustanovno listino, tudi cesar Maksimilijan I., naslednik Friderika III.
Žal pa v listinah ni nobenega podatka o cerkveni zgradbi in njenem razvoju. Mnenja strokovnjakov o tem so bila in so še deljena. Edini zanesljivejši podatek o razvoju zgradbe je leta 1937 prineslo odkritje zazidanih šilastih gotskih oken s fragmenti krogovičij v obeh stranskih stenah današnje ladje. Odkritje napeljuje na misel, da se podatek o posvetitvi iz leta 1429 najverjetneje nanaša na starejši, manjši prezbiterij in da je tedaj v osnovi že stala sedanja cerkvena ladja v gotski izvedbi. Stal je tudi zvonik, katerega spodnji del, preprost pokončen kvader, je verjetno obrambni stolp cistercijanske pristave. Sprva je stal samostojno, potem pa so do njega podaljšali ladjo.
Potreba po večjem prezbiteriju, dolgem koru, se je za gotovo pojavila ob ustanovitvi kapitlja z večjim številom duhovnikov. Tedaj so pričeli z gradnjo proštije, verjetno pa so se odločili tudi za gradnjo nove cerkve. Uspeli so zgraditi le sedanji prezbiterij, nadaljevanje gradnje pa so morali opustiti, najverjetneje zaradi poslabšanja gospodarskih razmer (zaradi turških vpadov). Namero o gradnji popolnoma nove cerkve potrjuje že zgrajena osnova za nov zvonik južno od prezbiterija in dejstvo, da se pri gradnji prezbiterija niso držali prvotne cerkvene osi (ki od vzhodne smeri odstopa za 19 stopinj proti jugu) ampak so jo (verjetno tudi zaradi nagnjenosti terena) za 16 stopinj zmaknili proti severu in jo tako dokaj natančno usmerili proti vzhodu.

## Prezbiterij
Dolgi kor so zgradili v gotskem slogu in ga od zunaj podprli z dvakrat stopnjevanimi oporniki. Spuščajoči se teren je bil verjetno tudi razlog, da so prezbiterij podkletili s kripto, kar v času gotike ni bilo več običajno. Na južni strani cerkve so na stiku med prezbiterijem in ladjo zgradili dvoetažni prizidek s kvadratnim tlorisom, katerega močni zidovi kažejo, da so bili predvideni za večjo obtežbo in so bili najverjetneje zgrajeni kot zametek novega zvonika. Prizidek služi sedaj v zgornji etaži za zakristijo, v spodnji pa za preddverje kripte.
Prezbiterij, vzdolžno zasnovan prostor v katerega vodi iz ladje vrsta stopnic, so obokali s križnorebrastim obokom. Obok je razdeljen na tri obočne pole in petosminski zaključek. Rebra oboka se združujejo v služnike, ki slonijo na zidnih konzolah, v zaključku prezbiterija pa segajo vse do tal. Prostor osvetljujejo štiri šilasta okna v petosminskem zaključku in eno v severni steni. Rebra so razmeroma šibka, učinkujejo bolj dekorativno, imajo globoko žlebasti profil in se stikajo brez sklepnikov. Služniki so poligonalno prirezani in prehajajo v rebra brez cezur. Konzole so preproste, geometrične.
Kripta pod prezbiterijem je nizek dvoranski prostor s križnorebrastimi oboki, ki počivajo na štirih parih deloma kamnitih, deloma opečnatih osmerokotnih stebrov s kamnitimi kapiteli in bazami. Dostop v kripto vodi iz ladje skozi šilast portal in po stopnicah navzdol skozi preddverje v spodnji etaži prizidka, ki je tudi križnorebrasto obokano. Kripta se osvetljuje skozi nizka šilasta okna s profiliranim ostenjem. 
Kdaj je bil prezbiterij zgrajen, ni pojasnjeno. Vsekakor v 16. stoletju. Leta 1497 so začeli graditi proštijo in verjetno kmalu za tem tudi cerkev. Stavbar se je očitno zgledoval po šentruperski cerkvi. Prvi novomeški prošt ja bil šentrupertski župnik Jakob Turjaški (1474–1499), ki bi lahko bil naročnik gradnje. Tudi nekateri kamnoseški znaki v spodnjih delih prezbiterija, kripte in zakristije so podobni znakom v oboku šentruperske cerkvene ladje, ki je bil zgrajen leta 1497. Po drugi strani v Novem mestu ne zasledimo figuralnega okrasja, značilnega za šentruperskega mojstra. Vsekakor je neznank še veliko. Parezbiterij bi lahko bil zgrajen kmalu po letu 1500, slogovne značilnosti, ki so brez gotske napetosti, pa ne izključujejo tudi kasnejše gradnje in dokončanje današnjega oboka prezbiterija šele po velikem požaru v Novem mestu leta 1576.

## Cerkvena ladja
Današnja, izrazito podolžna ladja, ki ima baročni izgled, tako po zgradbi kot po opremi, je morala imeti burno zgodovino. Sprva je imela lesen, raven strop. Ko so jo pokrili z zidanim, baročno banjastim obokom, ki ga stari gotski zidovi niso mogli nositi, so ob notranjih straneh obeh vzdolžnih sten dozidali tri pare slopov in nanje naslonili obočne loke. Med slopi je tako nastal prostor za dve vrsti stranskih kapel, kakršne imajo cerkve jezuitskega tipa. 
Ladja se asimetrično stika z zvonikom. Oba portala, severni in južni, ta nosi letnico 1621, sta šilasto oblikovana in s tem še ohranjata povezavo z gotiko. Ob zahodni steni ladje stoji pevski kor. Okna, ki so na sredinah kapel, so polkrožno zaključena. Čas takšnega oblikovanja ladje morda beleži letnica na južnem stranskem vhodu v ladjo; to je bil čas prehoda v barok, ki se je v Novem mestu morda dogodil zgodaj tudi pod vplivom stiškega samostana.
Ob popravilu strehe v času regotizacije (1860) so zunanje stene ladje dvignili za poldrugi meter.

## Zvonik
Spodnji del zvonika, preprost pokončni kvader, je verjetno še iz časa stiške pristave. Nad njim se oblika stolpa spremeni v osmerostrano prizmo, ki je v spodnjem delu še gotska, vrhnji del pa so nadzidali v času regotizacije. Prvotno gotsko streho v obliki osmerostrane piramide je v baroku (leta 1658 ali 1667) zamenjala čebulasta streha, ob regotizaciji v šestdesetih letih 19. stoletja pa ponovno gotska s kritino iz skrila. Leta 1878 so kritino zamenjali z bakreno, ki pa jo je vzela prva svetovna vojna. Danes se kaže zvonik na zunaj v psevdogotski preobleki, njegova odlika pa je v dimenzijah, s katerimi premaguje prostor in mu daje kar se da opazen pečat.

## Oprema
Po velikem požaru v Novem mestu leta 1576 je cerkev dobila novo baročno opremo. Umetnostno razgledani prošt Polidor de Montagnana je okrog leta 1582 pridobil za veliki oltar sliko manierističnega slikarja Jacopa Robusti Tintoretta Poveličanje sv. Nikolaja s sv. Mohorjem in Fortunatom.
Iz 18. stoletja so se ohranile slike Janeza Valentina Metzingerja na stranskih oltarjih, ki jih je leta 1733 pri njem naročil prošt Jurij Frančišek Ksaver de Marotti in korne klopi z intarziranimi upodobitvami apostolov (1738) ter fragmenti poslikave ob vhodu v kripto. Cerkev je dobila baročne orgle (1775–89).
V času regotizacije je prošt Jernej Arko (1852–68), ki je dal po novi modi preoblikovati zvonik, poskrbel tudi za nov glavni oltar, ki ga je naročil pri podobarju iz Šentvida nad Ljubljano, Matevžu Tomcu. Novogotski oltar je bil posvečen leta 1868, vendar ni bil dobro sprejet. Slikar Janez Wolf je naslikal sliko za enega od stranskih oltarjev (1872–75).
Umetnostno dejaven je bil spet prošt dr. Sebastijan Elbert (1898–1924). Prezbiterij je tako leta 1900 dobil nova okna, poslikana z zgodovinsko vsebino. Slikar Matija Koželj je naslednje leto poslikal prezbiterij z rastlinsko ornamentiko. V prezbiteriju so postavili nov krstni kamen in predelali veliki oltar. Naredili so nova vrata v zakristijo in timpanon okrasili z mozaikom Dobrega pastirja. Leta 1904 je dobila nova okna tudi ladja, to pot slogovno neopredeljena, in nove orgle, ki so jih postavili v staro baročno omaro. Prošt Elbert je imel tudi načrte za popolnoma novo ladjo, širšo in poravnano s prezbiterijem, ki bi uresničila trajno željo novomeškega kapitlja, a je bil projekt očitno predrag.

## Galerija
- Cerkev je vidna daleč okrog
- Kapitelj leži nad Krko
- Kapiteljska cerkev v jutranjih urah
- Os cerkvene ladje je prelomljena z osjo prezbiterija
- Tintorettova slika Sv. Nikolaja na glavnem oltarju